# 張赫
張 赫（ちょう かく、1324年 - 1390年）は、元末明初の軍人。本貫は濠州鍾離県。

## 生涯
江淮で元末の乱が起こると、張赫は郷里を守っていた人々によって義兵を組織した。嘉山の繆把頭に招かれたが、応じなかった。1353年（至正13年）、朱元璋が起兵したと聞くと、張赫は兵を率いて赴き帰順した。千戸に任じられ、功により万戸に進められた。1355年（至正15年）、朱元璋に従って長江を渡り、その征戦に全て参加した。功により常春翼元帥に抜擢され、常州を守った。
張赫は陳友諒との戦いに従軍して、1363年（至正23年）の鄱陽湖の戦いや武昌の包囲に参加した。1366年（至正26年）、徐達に従って張士誠を討ち、進軍して平江を包囲した。張赫の軍は平江包囲にあたって閶門の抑えにあたり、張士誠が出戦して包囲を突破しようとするのをたびたび阻んだ。1367年（至正27年）、方国珍との戦いに従軍して、慶元や温州・台州の攻略に参加した。
1368年（洪武元年）、福州衛都指揮副使に抜擢され、福州衛同知に進んだ。都指揮使司事の代行を命じられた。このころ倭寇が東シナ海に出没して略奪を繰り返し、沿海の民衆を苦しめていた。洪武帝（朱元璋）は日本に数度使者を送って、倭寇の禁圧を求めたが、要領を得なかった。張赫は海上にいることが長く、たびたび倭寇を追捕した。1375年（洪武8年）、琉球大洋まで倭寇を追って戦い、その首魁18人を捕らえ、数十人を斬首し、倭船十数隻を鹵獲した。洪武帝にその功を認められて、都指揮の印を管掌した。1376年（洪武9年）、興化衛に赴任した。1378年（洪武11年）、南京に召還されて、大都督府僉事に抜擢された。遼東の軍に対する糧食の補給が困難を極めていたため、張赫は洪武帝の命を受けて、1379年（洪武12年）から海上での輸送の監督にあたった。1387年（洪武20年）、航海侯に封じられ、世券を与えられた。遼東と江南を往来すること前後12年で10回におよび、遼東に駐屯する明軍は糧食の不足に悩むことがなくなった。1390年（洪武23年）8月、南京で病没した。享年は67。恩国公に追封された。諡は荘簡といった。
子の張栄は雲南征服に従軍して功績があり、水軍右衛指揮使となった。孫の張鑑は福建都指揮使となり、永楽年間に交趾に駐屯した。